# Källtorpet
Källtorpet is een plaats in de gemeente Uppsala in het landschap Uppland en de provincie Uppsala län in Zweden. De plaats heeft 81 inwoners (2005) en een oppervlakte van 44 hectare.